# Lahrensmühle (Leonberg)
Die Lahrensmühle ist eine ehemalige Wassermühle an der Glems in Leonberg.

## Geschichte

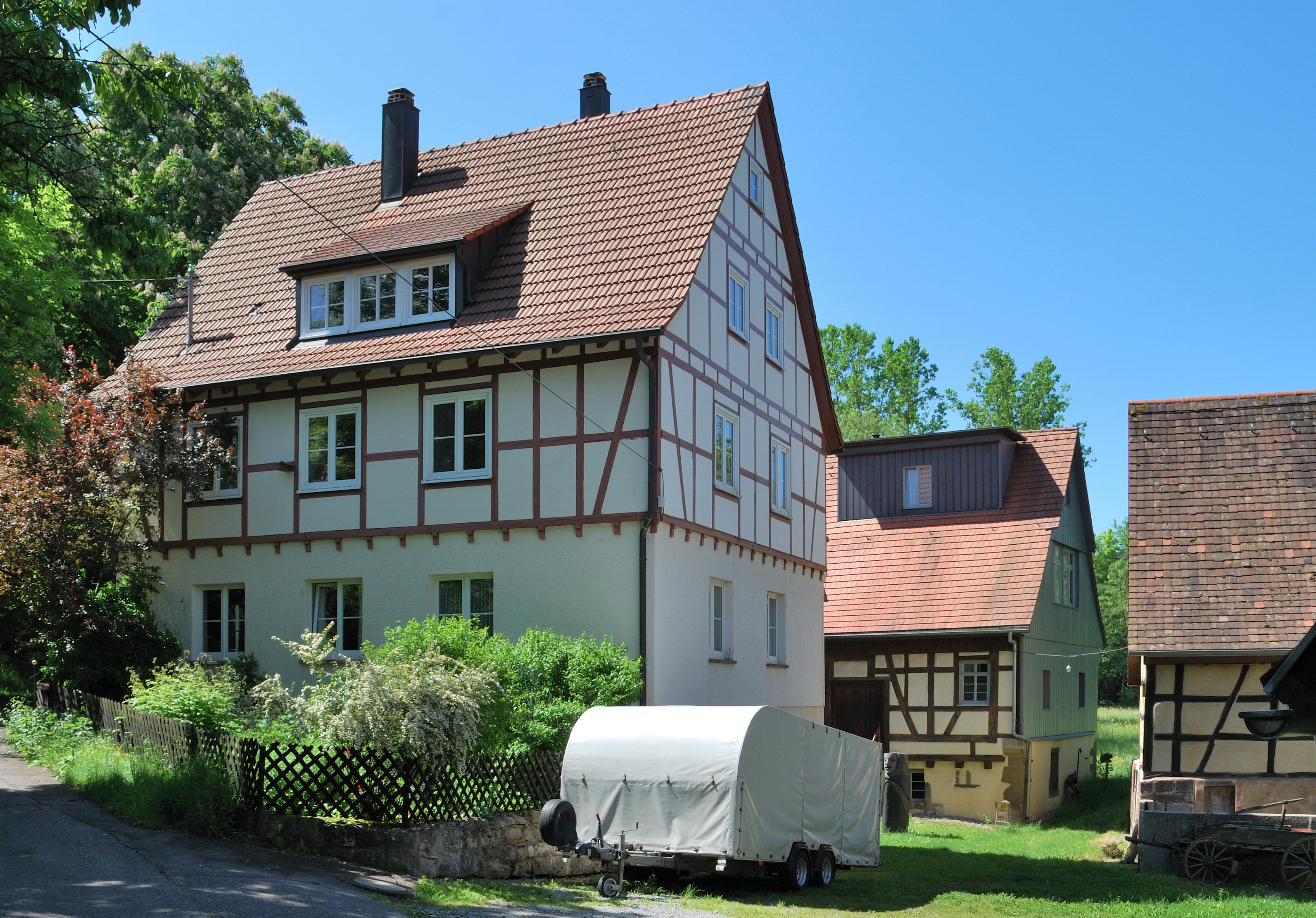
Die Lahrensmühle

Sie wurde 1350 erstmals urkundlich erwähnt. Die Bezeichnung Lahrensmühle stammt von dem Müller Laurins Hans, der Anfang des 16. Jahrhunderts das Nutzungsrecht hatte. Um 1704 übernahm Veit Wankmüller die Mühle. Auf ihn geht die lange gebräuchliche Bezeichnung „Veitenmühle“ zurück. Die Mühle blieb über 200 Jahre im Besitz der Familie Wankmüller. Im Jahr 1908 wurde sie zwangsversteigert, nachdem ihr erfolgloser Besitzer nach Amerika auswanderte.
Seit 1908 ist die Mühle im Besitz der Familie Lautenschlager. 1957 wurde der Mahlbetrieb eingestellt. Das historische Mühlgebäude und das Wohnhaus wurden 1999 stilgerecht renoviert. Die restaurierten Räume werden für Kulturveranstaltungen und für Ausstellungen genutzt. Die Mühle betreibt einen Mühlenladen. Jährlich an Pfingsten findet eine Kulturveranstaltung statt. Im September beim Tag des offenen Denkmals lädt die Mühle mit Veranstaltungen ebenfalls zum Besuch ein.